# Cajón de Ginebra Grande
Cajón de Ginebra Grande es una localidad argentina del departamento Paso de Indios, Provincia del Chubut. Se ubica sobre la Ruta Nacional 25. A escasos 7 km al oeste, se encuentra el poblado de Cajón de Ginebra Chico.

## Toponimia
El nombre de la localidad se debe al cerro o cordón montañoso y manantial del mismo nombre ubicados en el departamento Languiñeo.
Hacia los años 1880 y 1890, eran comunes los viajes entre el valle 16 de Octubre y el valle inferior del río Chubut. En uno de los viajes de carros, cargados para las viviendas que se estaban levantando en el valle de los Andes, se cayó un cajón de ginebra. Con los años, si algo ocurría cerca de allí, se decía que había pasado «más acá» o «más allá» del cajón de ginebra. Un tiempo después ocurrió otro hecho similar: se cayó un cajón de ginebra más grande. Así se pasó a denominar a los parajes: al primero Cajón de Ginebra Chico, y al segundo Cajón de Ginebra Grande. En idioma galés, la zona se denomina Bocs Gin, traducido como «Ginebra triste».

## Historia
Hacia enero de 1897, Francisco Pietrobelli, en su recorrido del territorio del Chubut pasó por este sitio. En 1908 se estableció en esta localidad un almacén de ramos generales llamado "Los Mellizos" y 14 años más tarde se inauguró la Escuela Nacional N° 64, a la que llegaron asistir unos 20 niños que vivían en la zona. Con el paso del tiempo, Cajón de Ginebra grande se fue despoblando y actualmente esta casi totalmente deshabitado. Pese a esto el pueblo mantiene sus calles y algunas construcciones abandonadas como un pueblo fantasma.

## Geografía y producción
Se ubica en el centro de la provincia en plena meseta patagónica. En las estancias de los alrededores se realizan actividades ganaderas (principalmente ovina).
En cuanto a la geología, el área corresponde a sedimentos del Triásico (sedimentos liásicos) y la ingresión marina parece haber comenzado en el Toarciano.